# جفاف أوروبا 1540
كان جفاف 1540 في أوروبا حدثًا مناخيًا في أوروبا، في العديد من التحليلات المناخية القديمة أعيد بناء أنظمة درجة الحرارة وهطول الأمطار ومقارنتها بالظروف الحالية.
على أساس السجلات التاريخية لويتر وغيره (2014) استنتج أنه خلال فترة أحد عشر شهرًا كانت هناك أمطار قليلة في أوروبا، وربما تكون مؤهلة كجفاف، ومع ذلك شكك بونجين وآخرون في هذه الاستنتاجات (2015) على أساس بيانات إضافية (علم تحديد أعمار الأشجار).
وقد استنتج أورث وغيره عام 2016 إلى أنه في صيف 1540 كان متوسط درجة الحرارة أعلى من متوسط 1966-2015 وباحتمال 20% تجاوز ذلك صيف 2003.

## وصف
وصف المؤرخ السويسري كريستيان فيستر أحداث عام 1540 في مقابلة صحفية:
لمدة أحد عشر شهرًا لم يكن هناك أي مطر تقريبًا وكانت درجات الحرارة 5–7 °م (9.0–12.6 °ف) 5-7 درجات فوق القيم الطبيعية للقرن العشرين في العديد من الأماكن كانت درجات الحرارة في الصيف قد تجاوزت 40 °م (104 °ف). اشتعلت النيران في العديد من الغابات في أوروبا، حيث أدى دخان الاختناق إلى تعتيم الشمس ولم يتم الإبلاغ عن عاصفة رعدية واحدة في صيف 1540، كانت المياه شحيحة بالفعل في شهر مايو وجفت الآبار والينابيع ووقفت المطاحن وجيع الناس وذبحت الحيوانات" التقديرات أشارت إلى أنه في عام 1540 مات نصف مليون شخص معظمهم بسبب الإسهال.
" بدأ كل شيء في شمال إيطاليا مع فصل الشتاء الذي بدا وكأنه يوليو، لم يسقط أي مطر من أكتوبر 1539 إلى أوائل أبريل 1540، ثم تقدم الجفاف شمالًا. " جلب شهر يوليو مثل هذه الحرارة الشبيهة بعضوية الكنائس، حيث قامت الكنائس بالصلاة بينما يمكن عبور نهر الراين وإلبه والسين على قدم جاف، غرق منسوب المياه في بحيرة كونستانس لتسجيل مستويات منخفضة، أصبح لينداو متصلاً بالبر الرئيسي، سرعان ما تبخرت المياه السطحية تمامًا وتفتت التربة وكانت بعض الشقوق الجافة واسعة جدًا بحيث يمكن أن تتناسب معها القدم."
«ازدهرت أشجار فواكه الألزاس مرتين في لينداو كانت كافية لحصاد الكرز الثاني، سرعان ما أصبح النبيذ في بحيرة كونستانس أرخص من الماء، وكان صانعو النبيذ في ليموج يحصدون العنب المشوي الذي حصلوا منه على نبيذ يشبه الكرز مما جعل أحدهم يشرب بسرعة."

## المؤلفات
- Rüdiger Glaser: Klimageschichte Mitteleuropas - 1200 Jahre Wetter، Klima، Katastrophen، Darmstadt 2001، (3. أوفلاج 2008) ص.108

## روابط خارجية
- Oliver Wetter (2014). "Die beispiellose Hitze und Dürre von 1540 – ein Katastrophenszenario". أكاديمية.إدو. مؤرشف من الأصل في 2020-03-29. اطلع عليه بتاريخ 2018-08-08.
- Axel Bojanowski (6 يوليو 2014). "Hitze und Dürre 1540: Wetterdaten enthüllen Europas größte Naturkatastrophe". دير شبيغل. مؤرشف من الأصل في 2019-10-20. اطلع عليه بتاريخ 2018-08-08.
- Jan Grossarth (3 أغسطس 2018). "Jahrtausenddürre 1540: Der schlimmste Sommer aller Zeiten". صحيفة فرانكفورتر العامة. مؤرشف من الأصل في 2019-06-26. اطلع عليه بتاريخ 2018-08-04. Zeitungsartikel hinter Paywall bzw. in der Print-Ausgabe 3.8.2018 Seite 16
- Andreas Frey (11 أغسطس 2018). "Europas vernichtende Jahrtausenddürre". spektrum.de. مؤرشف من الأصل في 2020-03-29. اطلع عليه بتاريخ 2018-08-12.
- Dürreperioden in German, French and Italian in the online Historical Dictionary of Switzerland.